# Fórum de Trajano
Fórum de Trajano, dedicado ao imperador Trajano, foi o último dos fóruns imperiais construídos em Roma. O responsável pela obra foi o arquiteto Apolodoro de Damasco.

## História
O Fórum de Trajano foi construído por ordem de Trajano com os recursos conquistados durante a conquista da Dácia (102-106). Segundo os Fastos Ostienses, o fórum foi inaugurado em 112 e a Coluna de Trajano, no ano seguinte. Para permitir a construção deste monumental complexo, o imperador determinou a realização de grandes escavações em Roma: uma das encostas do monte Quirinal e outra do monte Capitolino foram eliminadas, fechando o vale ocupado pelos fóruns imperiais na direção do Campo de Marte. Dada a magnitude da obra, é possível que estas escavações tenham sido iniciadas na época de Domiciano. O projeto final foi atribuído ao arquiteto Apolodoro de Damasco, que também acompanhou Trajano na campanha pela Dácia.
Durante a construção do fórum, diversos outros projetos também estavam em andamento: a construção do Mercado de Trajano, a reforma do Fórum de César, incluindo a construção da Basílica Argentária e o término da reconstrução do Templo da Vênus Generatrix.

## Estrutura
O fórum era composto por uma enorme praça circundada por um pórtico com 300 metros de comprimento e 185 metros de largura, com êxedras dos dois lados. A entrada principal ficava na lateral norte da praça, que era pavimentada com blocos retangulares de mármore branco e decorada por uma gigantesca estátua equestre de Trajano. A partir dali, havia mercados dos dois lados, também abrigados por êxedras.
Ao norte da Basílica Úlpia ficava uma praça menor, em cuja lateral norte ficava o Templo de Trajano. A posição (e a própria existência) deste templo dedicado ao deificado Trajano é tema de um acalorado debate entre arqueólogos, especialmente entre James E. Packer e Roberto Meneghini. Diretamente ao norte da Basílica Úlpia, de cada lado do fórum, estavam duas bibliotecas, uma abrigando documentos em latim e a outra, em grego. Entre as duas ficava a Coluna de Trajano, com seus 38 metros de altura.
Constâncio II, quando visitou Roma em 357, ficou impressionado com a estátua equestre de Trajano e com os edifícios à volta:
| “ | Mas quando ele [Constâncio II] chegou no Fórum de Trajano, uma construção única sob o céu, como acreditamos, e admirável até mesmo na opinião unânime dos deuses, ele ficou espantado, voltando sua atenção para o gigantesco complexo à sua volta, que implorava uma descrição e jamais seria novamente imitado por mortais. Assim, renunciando a toda esperança de tentar qualquer coisa do tipo, ele disse que queria imitar apenas o cavalo de Trajano, que estava no meio do átrio, com o imperador nas costas. E o príncipe Hormisda [...] de pé ao lado dele, respondeu com agradável inteligência: «Primeiro, imperador, ordene a construção de um estábulo como este para que o cavalo que desejas que seja feito possa encontrar uma morada tão apropriada quanto a que temos diante de nossos olhos» | ” |
|   | — Amiano Marcelino, Histórias XVI.10.15-16. |   |

Em meados do século IX, os blocos de mármore do pavimento foram sistematicamente removidos para serem reutilizados, especialmente na fabricação de cal virgem. No lugar foram colocados blocos mais rústicos, um sinal de que a praça ainda era um espaço público utilizado pelos romanos.
Atualmente, apenas uma parte dos mercados e a coluna permanecem. Diversas colunas que historicamente fizeram parte da Basílica Úlpia permanecem no local e foram re-erguidas. A construção da Via dei Fori Imperiali (1933) recobriu muitas delas, que ainda permanecem visíveis sob os arcos que sustentam a rua.

## Planimetria
| Planimetria dos fóruns imperiais de Roma |
| --- |
| Pórtico Curvo Pórtico Purpúreo Secretaria do Senado Plano de Mármore Templo da Via Sacra Biblioteca Vico Cúprio Arco de Trajano Arco de Druso Arco de Gêrmanico Pórtico Absidado Quadriga Estátua equestre Fórum de Trajano Mercado de Trajano Biblioteca Úlpia Coluna de Trajano Basílica Úlpia Basílica Argentária Templo de Marte Vingador Templo de Minerva Templo da Paz Fórum de César Templo da Vênus Genetrix Átrio da Liberdade Estátua equestre Fórum Romano Cúria Júlia Basílica Emília Subura Fórum de Nerva Fórum de Augusto Fórum da Paz |